# Caluire-et-Cuire
 Caluire-et-Cuire  es una ciudad y comuna francesa, situada en la Metrópoli de Lyon, de la región de Auvernia-Ródano-Alpes. Pertenece a la aglomeración urbana de Lyon.

## Demografía
| 2500 | 2473 | 2719 | 2773 | 4000 | 4922 | 4705 | 5048 | 6148 | 8099 | 8774 | 9182 | 8440 | 8702 | 9740 | 9854 | 9988 | 10 053 | 10 926 | 10 223 | 10 877 | 12 882 | 13 523 | 16 126 | 15 760 | 17 592 | 19 886 | 25 754 | 37 603 | 43 041 | 41 931 | 41 311 | 41 233 | 41 200 | 41 010 | 42 038 | 43 187 |
| Para los censos de 1962 a 1999 la población legal corresponde a la población sin duplicidades (Fuente: INSEE [Consultar]) |      |      |      |      |      |      |      |      |      |      |      |      |      |      |      |      |        |        |        |        |        |        |        |        |        |        |        |        |        |        |        |        |        |        |        |        |

(Población sans doubles comptes según la metodología del INSEE).

## Personalidades ilustres
- Jacques Roubaud nacido en 1932.
- El Abad Pierre
- Jean Moulin y Raymond Aubrac fueron arrestados, en 1941, por la Gestapo en la casa del doctor Dugoujon, de esta población.
- Victoria Petrosillo (1985)